# Anguilla australis
Anguilla australis es una especie de pez del género Anguilla, familia Anguillidae. Fue descrita científicamente por Richardson en 1841.
Se distribuye por el Pacífico Sudoccidental: costa este de Australia y Nueva Zelanda hasta Nueva Caledonia. La longitud total (TL) es de 130 centímetros con un peso máximo de 7,5 kilogramoss. Habita en pantanos, lagos y arroyos y su dieta se compone de crustáceos, moluscos, gusanos, plantas acuáticas, insectos terrestres y acuáticos y peces.
Está clasificada como una especie marina inofensiva para el ser humano.